# Novela (España)
Novela (llamada oficialmente Santa María de Novela) es una parroquia española del municipio de Santiso, en la provincia de La Coruña, Galicia.

## Entidades de población
Entidades de población que forman parte de la parroquia:
- Coubos
- Filgueira
- Pousada
- Xesteira (A Xesteira)

## Demografía
| Gráfica de evolución demográfica de Novela entre 2000 y 2019 |
|                                                              |
| Datos según el nomenclátor publicado por el INE.             |